# Д'Аквила, Сальваторе
Сальваторе «Тото» Д'Аквила (англ. Salvatore "Toto" D'Aquila; 7 ноября 1873, Палермо, Сицилия, Италия — 10 октября 1928, Манхэттен, Нью-Йорк, США) — италоамериканский гангстер сицилийского происхождения, один из первых боссов американской мафии в Нью-Йорке, возглавлял семью Д'Аквила (1912—1928), которая позже станет известной как семья Гамбино.

## Биография
Сальваторе Д'Аквила родился в 1873 году в Палермо (Сицилия) в семье Сальваторе Д'Аквилы и его жены Проввиденцы Гальярдо. В 1906 году он эмигрировал в Соединённые Штаты и поселившись в Бронксе начал свою криминальную карьеру в преступном клане Морелло, стал одним из первых капо. Дважды был арестован, в 1906 и 1909 годах; оба раза обвинения были сняты.
Позднее Д'Аквила переехал в Бруклин, где стал лейтенантом при Игнацио Лупо, зяте Морелло. Когда в 1910 году «босс боссов» Джузеппе «Хваткая Рука» Морелло и Лупо были заключены в тюрьму за фальшивомонетничество, Тото Д'Аквила воспользовался этим и отделился от семьи Морелло, сформировав свой собственный преступный клан и провозгласив себя новым «капо ди капи». Семья Д'Аквилы действовал из Восточного Гарлема и Бронкса, где он соперничал с Морелло. Самыми видными членами семьи Д'Аквила были Умберто Валенти, Манфреди Минео, Джузеппе Трайна и Фрэнк Скаличе.
Незаконный бизнес Д'Аквилы включал вымогательство, подпольные лотереи, незаконные игорные заведения и ростовщичество по всему Бруклину, где он открывал свои офисы. Он вёл дела с такими крупными боссами как Чарльз Матранга из Нового Орлеана, Энтони Д'Андреа и братья Дженна из Чикаго, с Анджело Палмери из Буффало, Грегорио Конти из Питтсбурга и Джозеф Лонардо из Кливленда. Одновременно с преступной деятельностью, Д'Аквила занимался импортом сыра, масла, оливок, анчоусов и другие типичных сицилийских продуктов.
Д'Аквила активно вмешивался в дела других семей американской мафии, в частности, подсылал своих людей в качестве шпионов в другие кланы. В 1916 году он поглотил то, что осталось от бруклинской каморры после её неудачной войны с Морелло. Тото пытался расширить власть своей семьи на Нижний Ист-Сайд и Маленькую Италию на юге Манхэттена. Несмотря на силу и влияние Д'Аквилы, ему так и не удалось объединить мафию Нью-Йорка. Пытаясь сохранить под своим контролем Восточный Гарлем, Д'Аквила приказал убить братьев Ломонте.
В 1920 году, после того как Джузеппе Морелло был освобождён из тюрьмы, Д'Аквила пытался убить его и его ближайших союзников. В 1922 году Умберто Валенти, впавший в немилось у Д'Аквилы, пообещав устранить выскочку из манхэттенской мафии Джузеппе Массерию, который стал важной фигурой в семье Морелло, Массерия не только остался жив, но и сумел убить боевика Д'Аквилы. В 1925 году Тото вернулся в Бронкс. В течение следующих нескольких лет авторитет «босса боссов» пошёл на убыль.
10 октября 1928 года 54-летний Д'Аквила был застрелен на Авеню А в Манхэттене во время визита к врачу. После его убийства семью возглавил Манфреди Минео и его правая рука Стив Ферриньо. После их смерти кланом руководил Фрэнк Скаличе. В ходе реорганизации преступного мира 1931 года, устроенной Сальваторе Маранцано, боссом семьи Д'Аквила стал Винсент Мангано. В 1957 году семью возглавил «Дон Карло» Гамбино, вошедший в историю американской мафии как самый могущественный босс 1950—1970-х годов, с тех пор клан называется семья Гамбино.
Сальваторе Д'Аквила был женат на Марианне (1885—1946), у них было шестеро детей.